# Maracas-St. Joseph
Maracas-St- Joseph es una localidad de Trinidad y Tobago, que forma parte de la región de Tunapuna-Piarco.

## Geografía
La localidad abarca parte de la isla Trinidad y limita al norte con Las Cuevas (localidad perteneciente a la región de San Juan-Laventille), al sur con Valley View, al este con Acono Village y al oeste con La Pastora y La Canoa (ambas localidades pertenecientes a la región de San Juan-Laventille).

## Demografía
Datos demográficos de la localidad de Maracas-St. Joseph:
| Gráfica de evolución demográfica de Maracas-St. Joseph entre 2000 y 2011 |
|                                                                          |